# Handball au Luxembourg
Au Luxembourg, les compétitions de handball sont organisées par la Fédération Luxembourgeoise de Handball (FLH). Comme le Luxembourg est un pays assez petit, il n'existe que deux divisions : la Division Nationale et la Promotion.

## Structure de la compétition masculine
| Niveau | Division                                                | Division                     | Division                     | Division                     | Division                     | Division                     | Division                     | Division                     |
| ------ | ------------------------------------------------------- | ---------------------------- | ---------------------------- | ---------------------------- | ---------------------------- | ---------------------------- | ---------------------------- | ---------------------------- |
|        | Benelux liga 12 équipes dont 4 équipes luxembourgeoises |                              |                              |                              |                              |                              |                              |                              |
| 1      | Division Nationale 8 équipes                            | Division Nationale 8 équipes | Division Nationale 8 équipes | Division Nationale 8 équipes | Division Nationale 8 équipes | Division Nationale 8 équipes | Division Nationale 8 équipes | Division Nationale 8 équipes |
| 2      | Promotion 7 équipes                                     | Promotion 7 équipes          | Promotion 7 équipes          | Promotion 7 équipes          | Promotion 7 équipes          | Promotion 7 équipes          | Promotion 7 équipes          | Promotion 7 équipes          |

## Structure de la compétition féminine
| Niveau | Division                     | Division                     | Division                     | Division                     | Division                     | Division                     | Division                     | Division                     |
| ------ | ---------------------------- | ---------------------------- | ---------------------------- | ---------------------------- | ---------------------------- | ---------------------------- | ---------------------------- | ---------------------------- |
| 1      | Division Nationale 8 équipes | Division Nationale 8 équipes | Division Nationale 8 équipes | Division Nationale 8 équipes | Division Nationale 8 équipes | Division Nationale 8 équipes | Division Nationale 8 équipes | Division Nationale 8 équipes |
| 2      | Promotion 7 équipes          | Promotion 7 équipes          | Promotion 7 équipes          | Promotion 7 équipes          | Promotion 7 équipes          | Promotion 7 équipes          | Promotion 7 équipes          | Promotion 7 équipes          |

## Histoire

### Les Débuts
C'est en 1946 que la première compétition nationale officielle voit le jour.
La Fédération Luxembourgeoise de Handball (FLH), fut créée le 10 mars 1946, et organisa la première édition du championnat du Luxembourg de handball. À l'époque, le handball se jouait à onze joueurs et à l'extérieur. C'est le club du HB Eschois Fola qui fut le plus de fois champion entre 1946 et 1961, le club remporta la première, deuxième, troisième, cinquième, sixième, huitième, neuvième, dixième, onzième, dix-septième et la dix-huitième édition. Il faut également noter le HBC Schifflange ASBL (quatrième édition), le HC La Fraternelle Esch (septième édition), les Red Boys Differdange (douzième et quinzième éditions) et le CA Dudelange (treizième, quatorzième et seizième édition).

### LeHB Dudelangeet leHB Eschois Fola
De 1961 à 1995, le HB Eschois Fola remporte toujours autant, mais un nouveau club lui oppose, le HB Dudelange. En 29 ans, le HB Dudelange remporta 19 fois le championnat tandis que le HB Eschois Fola le remporta 9 fois. D'autres clubs ont bien entendu remporté le championnat sur ce laps de temps, dont le HBC Schifflange ASBL (trente-neuvième édition), les Red Boys Differdange (quarantième, septième et quarante-huitième édition), le CHEV Handball Diekirch (cinquantième édition), le HB Echternach (cinquante et unième édition) et le HC La Fraternelle Esch (cinquante-deuxième édition).

### Depuis 1995
Depuis 1995, le club Red Boys Differdange fut sacré champion 3 fois (cinquante-troisième, cinquante-quatrième et cinquante-cinquième édition) et le HC Berchem 5 fois (cinquante-sixième, cinquante-septième, soixante et unième, soixante-deuxième et soixante-septième édition). Les années 2000 ont été marquées par la fusion du HB Eschois Fola et du HC La Fraternelle Esch, deux clubs de la ville de Esch-sur-Alzette, en 2001. Un nouveau club fut donc formé, le HB Esch qui remporta la compétition 6 fois (cinquante-huitième, cinquante-neuvième, soixantième, soixante-troisième, soixante-sixième et soixante-neuvième édition). Le HB Dudelange, quant à lui, après 15 ans sans titre, remporta de nouveau le championnat (soixante-quatrième, soixante-cinquième et soixante-huitième édition)

## Club évoluant en Division Nationale
| Club                 | Ville            | Province ou Canton        | Salle                             |
| -------------------- | ---------------- | ------------------------- | --------------------------------- |
| HB Esch              | Esch-sur-Alzette | Esch-sur-Alzette          | Centre Sportif Henri Schmitz Hall |
| HB Dudelange         | Dudelange        | canton d'Esch-sur-Alzette | Centre sportif René Hartmann      |
| HC Berchem           | Roeser           | canton d'Esch-sur-Alzette | Hall Omnisports à Crauthem        |
| Red Boys Differdange | Differdange      | canton d'Esch-sur-Alzette | Avenue Parc des Sports à Oberkorn |
| Handball Käerjeng    | Käerjeng         | canton de Capellen        | Centre Sportif Käerjenger Dribbel |
| HB Pétange           | Pétange          | Esch-sur-Alzette          | Centre sportif Pétange            |
| HB Strassen          | Bettembourg      | Esch-sur-Alzette          | Centre sportif de Bettembourg     |
| HBC Schifflange ASBL | Schifflange      | Esch-sur-Alzette          | Centre sportif de Schifflange     |